# Shoah dans l'enseignement secondaire
La Shoah dans l'enseignement secondaire aborde les différentes manières de transmettre la mémoire de la Shoah aux élèves du second degré à travers le monde ; elle mobilisent des disciplines telles que l'histoire ou les sciences sociales. Les représentations des programmes scolaires sur la Shoah dans le monde relèvent généralement de quatre catégories : les références directes, les références partielles, les références au seul contexte ou une absence de références.

## Référence directe
Les représentations des programmes scolaires sur la Shoah dans le monde relèvent parfois de références directes : on les trouve dans les pays dont les programmes scolaires traitent de l’enseignement de la Shoah en employant les termes d’« Holocauste » ou une terminologie alternative comme « génocide des Juifs » ou « persécutions des minorités par les nazis ». Si la plupart des programmes scolaires utilisent le terme d’« Holocauste » (c’est le cas, par exemple, de l’Albanie, de l’Australie, du Danemark, de l’Éthiopie et de la Pologne), d’autres utilisent celui de « Shoah » (Belgique Flandre, Côte d'Ivoire, Italie, Luxembourg), ou emploient l’un et l’autre terme (Allemagne Saxe, Argentine, Suisse [canton de Berne]). Dans d’autres pays, on traite de manière directe de l’Holocauste, mais en employant des termes alternatifs tels que « la singularité du génocide juif » en Espagne, « la politique d’extermination des nazis » en Andorre, et « l’extermination des Juifs » (Belgique Wallonie, Équateur), « le génocide des Juifs » (Allemagne (Basse-Saxe, France), « l’extermination massive des […] Juifs » (Trinité-et-Tobago), « la persécution des Juifs » (Singapour) et « la solution finale » (Namibie),.